# Milovan Raković
Milovan Raković (nacido el 19 de febrero de 1985 en Užice) es un exjugador de baloncesto serbio. Mide 2,08 metros de estatura, y jugaba como pívot.

## Trayectoria deportiva
Comenzó su carrera profesional en el KK Polet Keramika, de la segunda división serbia de donde pasó al Atlas Belgrado, de la Primera División, en 2004. Allí, tras una primera temporada con pocas oportunidades de juego, en la segunda comenzó adestacar, promediando 10,9 puntos y 5,9 rebotes por partido. Al año siguiente fichó por el Mega Ishrana, donde sus estadísticas aumentaron hasta los 13,2 puntos por partido.
Al finalizar esa temporada, fue elegido en la posición 60 y última del Draft de la NBA de 2007 por Dallas Mavericks, quienes traspasaron sus derechos a Orlando Magic, donde no llegó a conseguir un contrato garantizado. Ese mismo año fichó por el Spartak San Petersburgo.
En julio de 2012, llegó a un acuerdo para fichar por el Gescrap Bizkaia de la liga ACB por dos temporadas.
Rakovic defendió los colores de Bilbao Basket durante la temporada 2012-13, campaña en la que los Hombres de Negro disputaron la final de la Eurocup y cayeron ante el Lokomotiv Kuban. En Bilbao no cumplió con las expectativas, promediando 6.4 puntos y 2.6 rebotes en Liga Endesa y 7.1 puntos y 4.1 rebotes en Eurocup. En 2014, Rakovic defendió los colores del Turk Telekom, firmando 8.3 puntos y 2.9 rebotes en liga turca. 
Selección nacional
Ha sido internacional en todas las categorías inferiores de la selección serbia y previamente con la selección yugoslava. En 2005 logró la medalla de bronce en el Mundial Sub-20 de Moscú promediando 3,4 puntos y 2,1 rebotes por partido.